# Acronema
Acronema là chi thực vật có hoa trong họ Apiaceae.